# Susanne Binas-Preisendörfer

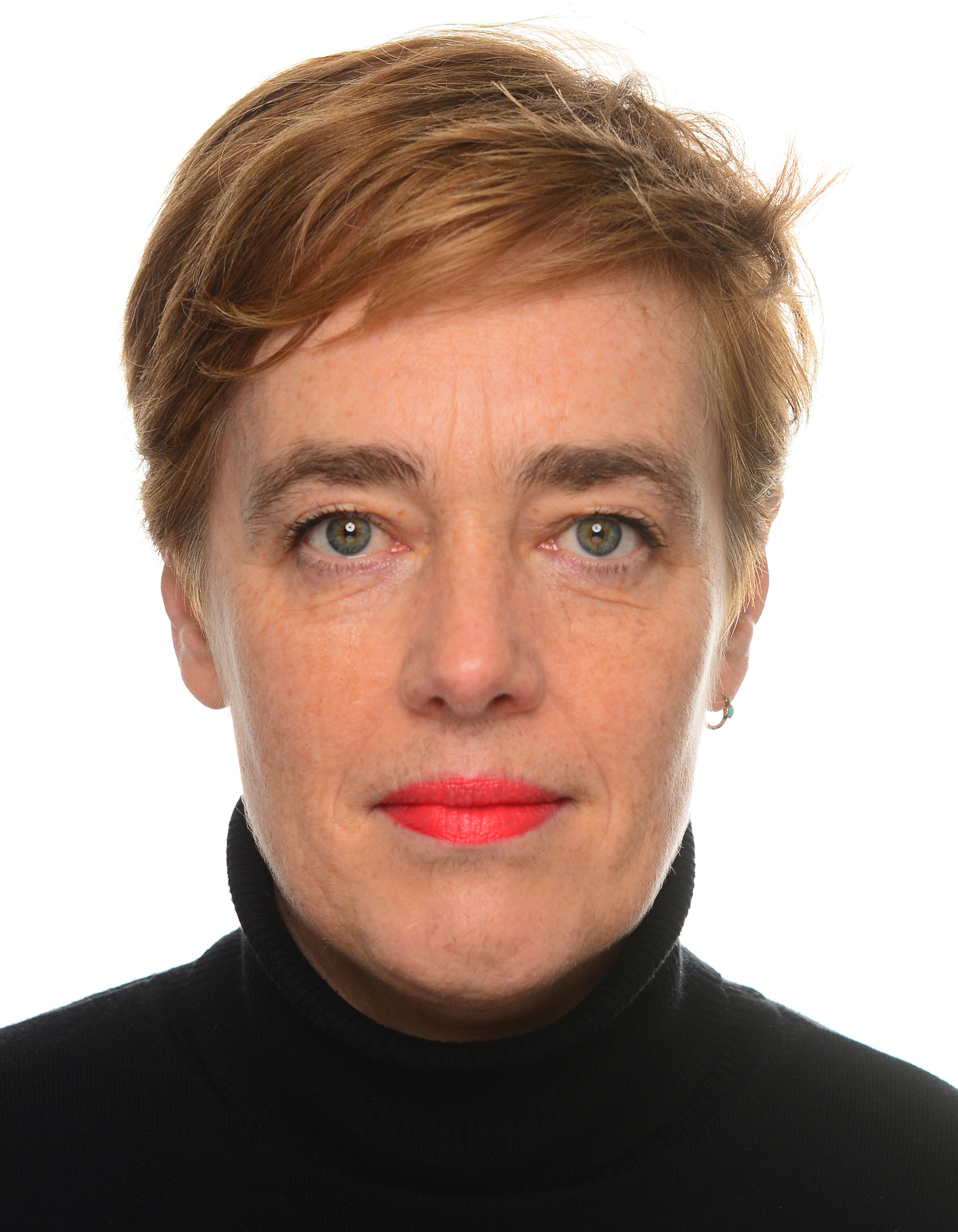
Susanne Binas-Preisendörfer (2018)

Susanne Binas-Preisendörfer, geb. Lehmann (* 1964 in Ost-Berlin) ist eine deutsche Musik- und Kulturwissenschaftlerin, Hochschullehrerin, Kulturberaterin und Musikerin.

## Leben
Susanne Binas-Preisendörfer studierte Musikwissenschaft und Kulturwissenschaft an der Humboldt-Universität zu Berlin bei Christian Kaden, Günter Mayer, Gerd Rienäcker und Peter Wicke. 1991 promovierte sie dort am Forschungszentrum populäre Musik zum Thema Rockmusik – kulturelles Medium Jugendlicher. Eine Untersuchung zur Praxis und Theorie kultureller Formen im Symbolsystem von Rockmusik.
1991 bis 1992 arbeitete Susanne Binas-Preisendörfer im Projektbüro der Kulturpolitischen Gesellschaft e.V. in Berlin, initiierte in den 1990er Jahren Kultur- und Kunst Projekte in Berlin, gründete 1996 zusammen mit Carsten Seiffarth die singuhr-hoergalerie und engagierte sich als kulturpolitische Beraterin der im Jahr 2000 gegründeten Clubcommission Berlin.
1995 bis 1997 war sie Stipendiatin der Deutschen Forschungsgemeinschaft und arbeitete anschließend im Rahmen eines Habilitationsprogramms der Volkswagen Stiftung zum Thema Sampling the World – Popmusik & Globalisierung bis 2001 am Forschungszentrum Populäre Musik der Humboldt-Universität zu Berlin. Seit 2005 lehrt und forscht sie als Professorin für Musik und Medien am Institut für Musik der Carl von Ossietzky Universität Oldenburg zu Fragen der Theorie und Geschichte mediatisierter Musikformen, Transkulturalität, Musikpolitik, populären Hörpraktiken und Historiografien populärer Musik.
Sie war Mitglied im Vorstand der Kulturpolitischen Gesellschaft e.V. (2003–2007) und wurde 2003 als Sachverständige in die Enquete-Kommission Kultur in Deutschland des Deutschen Bundestages (2003–2007) berufen. Sie war Beiratsmitglied der Bundesakademie für Kulturelle Bildung (2007–2012) und stand von 2012 bis 2016 dem deutschsprachigen Zweig der International Association for the Study of Popular Music IASPM D-A-CH als Präsidentin vor. Des Weiteren war sie Mitglied im Kuratorium der Kunststiftung des Landes Sachsen-Anhalt als Vertreterin klangbasierte Künste (2014–2016), seit 2016 im Vorstand des Archivs der Jugendkulturen e.V. und im Musikschulbeirat der Stadt Berlin für das Music Board Berlin. Seit 2019 ist sie Ambassadora der 2019 gegründeten Initiative Music Women* Germany.
In der zweiten Hälfte der 1980er Jahre war Susanne Binas-Preisendörfer aktive Musikerin im Ost-Berliner Off-Ground, v. a. als Saxophonistin der Band Der Expander des Fortschritts, die im Jahr 2019 in neuer und erweiterter Besetzung als Expander Fortgesetzte Expedition wieder Konzerte gab.

## Schriften

### Monographien
- Populäre Musik zwischen Musik- und Medienwissenschaften, (rombach-Wissenschaft) Baden-Baden 2024.
- Klänge im Zeitalter ihrer medialen Verfügbarkeit. Popmusik auf globalen Märkten und in lokalen Kontexten, (transcript Verlag) Bielefeld 2010.

- Erfolgreiche Künstlerinnen – Arbeiten zwischen Eigensinn und Kulturbetrieb, (Klartext-Verlag) Essen 2003.
- Rockmusik – kulturelles Medium Jugendlicher. Eine Untersuchung zur Praxis und Theorie kultureller Formen im Symbolsystem von Rockmusik, Berlin, Humboldt-Universität, Dissertation, 1991.

### Herausgeberschaften
- zusammen mit Stefanie Alisch und Werner Jauck: Darüber hinaus … Populäre Musik und Überschreitung(en), BIS-Verlag der Carl von Ossietzky Universität Oldenburg, Oldenburg 2018.

- zusammen mit Jochen Bonz und Martin Butler: Pop / Wissen / Transfers – Zur Kommunikation und Explikation populärkulturellen Wissens,  (= Bd. 5 Populäre Kultur und Medien, hrsg. von Christoph Jacke und Martin Zierold), (LIT-Verlag) Berlin, Münster, Wien, Zürich, London 2014.

- zusammen mit Melanie Unseld: Transkulturalität und Musikvermittlung. Herausforderungen und Möglichkeiten in Forschung, Kulturpolitik und musikpädagogischer Praxis, (= Musik und Gesellschaft, Bd. 33, hrsg. von Alfred Smudits), (Peter Lang Internationaler Verlag der Wissenschaften) Frankfurt am Main, Berlin, Bern, Bruxelles, New York, Oxford, Wien 2012.

### Kataloge
- zusammen mit Thomas Mania, Sonja Eismann, Christoph Jacke und Monika Bloss: SHE POP: Frauen. Macht. Musik!, (Telos-Verlag) Münster 2013.

- zusammen mit Carsten Seiffart: singuhr – hoergalerie in parochial, (PFAU Verlag) Saarbrücken 1998.

### Aufsätze (Auswahl)
- „Popmusik und (Förder-)Politik in Deutschland. Voraussetzungen, Veränderungen, Perspektiven“, in: Backstage – PopEventKulturen zwischen Management und Politik, hrsg. von Flath, Beate und Christoph Jacke, (transcript-Verlag) Bielefeld 2022, S. 41–54.

- “’Party on the death strip’ – reflections on an historical turning point”, in: Made in Germany, ed. by Martin Ringsmut, Oliver Seibt and David-Emil Wickström, (The Routledge Global Popular Music Series ed. By Franco Fabbri and Goffredo Plastino), London and New York 2021, S. 58–67.

- „Lärm – soziale Aushandlungen auditiver Emissionen“, in: Gegenwartsdiagnosen. Kulturelle Formen gesellschaftlicher Selbstproblematisierung in der Moderne, hrsg. von Thomas Alkemeyer, Nikolaus Buschmann und Thomas Etzemüller, (transcript-Verlag) Bielefeld 2019, S. 529–545.

- „Klangliche Repräsentationen des Mauerfalls“, in: Klang als Geschichtsmedium, hrsg. von Anna Langenbruch, (transcript-Verlag) Bielefeld 2018, S. 183–217.

- „Sounds like World Music – Zur klanglichen Konstruktion räumlicher Ordnung“, in: Global Pop. Das Buch zur Weltmusik, hrsg. von Claus Leggewie und Erik Meyer, (Metzler) Stuttgart 2017, S. 233–241.

- (mit Arne Wachtmann) „Rammstein under Observation“, in: Perspectives on German Popular Music, ed. by Michael Ahlers and Christoph Jacke, (Routledge/Ashgate Popular and Folk Music Series) London and New York 2017, p. 158–164.

- „Vom Popmusikmanager zum Kulturstaatssekretär!? – Euphorie und Kritik angesichts einer ungewöhnlichen Personalie“, in: Kulturkritik und das Populäre in der Musik, hrsg. von Fernand Hörner, (Waxmann) Münster 2016, S. 321–332.

- „Loudness Cultures: Practices, Conflicts, Discourses“, in: Sound as Popular Culture, ed. by Jens Papenburg und Holger Schulze, (MIT Press) Cambridge 2016, p. 261–279.

- „Sound und Gender, Überlegungen zu einem Desiderat“, in: „Rohe Beats, harte Sounds – Konstruktionen von Aggressivität und Gender in populärer Musik“, hrsg. von Florian Heesch und Barbara Hornberger (= Bd. 7 Jahrbuch Musik und Gender, hrsg. von Rebecca Grotjahn und Susanne Rode-Breymann), (Olms-Verlag) Hildesheim, Zürich, New York 2015, S. 67–84.

## Tonträger
- DER EXPANDER DES FORTSCHRITTS: Urknall – Horde – Mensch, tapetopia 08 / D 2023.
- Der Expander des Fortschritts: ad acta, ZONG / D 1990.

- der expander des fortschritts, Points East / RéR / GB 1989.